# Mohsen Bengar
Mohsen Bengar (Nowshahr, 6 de Julho de 1979), é um futebolista Iraniano que atua como zagueiro. Atualmente, joga pelo Naft Tehran Football Club.

## Carreira
Bengar se profissionalizou no Persepolis.

## Seleção
Bengar representou a Seleção Iraniana de Futebol na Copa da Ásia de 2011, no Catar.